# 미즈키 시게루
미즈키 시게루(일본어: 水木しげる, 1922년 3월 8일 - 2015년 11월 30일)은 일본의 만화가이다. 일본 요괴를 주제로 한 만화 장르의 권위자이며, 《게게게의 기타로》(ゲゲゲの鬼太郎), 《갓파 산페이》(河童の三平), 《악마군》(悪魔くん)(ja) 등의 대표작을 남겼다.
그의 일본의 요괴를 주제로 한 만화 작품은, 일본 국내에서 전래되어 온 요괴문화가 고도경제성장기의 일본 사회에 다시 각광을 받게 한 견인의 역할을 하였으며, 이로 인해 일본 요괴를 다룬 만화 장르의 권위자로 인정을 받았다.

## 생애
1922년, 오사카부 오사카시 스미요시구에서 출생하였으며, 본명은 무라 시게루(武良 茂)이다. 어린 시절을 돗토리현 사카이미나토시에서 보냈으며, 이후 도쿄도 조후시에서 사망 전까지 일생을 보내었다. 필명 '미즈키'는 종이 연극 작가를 하던 시절 효고현 고베시에서 꾸리던 아파트 '미즈키소'(水木荘)에서 따왔다.
구제도 고등소학교 졸업 후 화가를 꿈꾸며 오사카에서 일하며 그림수행을 하였다. 근시로 인해 보충병역에 편입되었으나, 1943년에 징병되어 태평양 전쟁 시기에 뉴기니 전선 라바울에 출병하였다. 전쟁터에서 가혹한 전쟁을 경험하며 미국의 폭격으로 인해 왼쪽팔을 잃었다. 이 경험을 토대로, 그는 태평양 전쟁 역사 및 전쟁의 참상에 관한 만화 작품을 내놓기도 하였다.
종전 후에 귀국하여, 생계를 위해 종이연극 작가로 활동하다 도쿄로 상경하였다. 1958년 대본 만화 《로켓트맨》(ロケットマン)으로 데뷰, 1960년부터 게게게의 기타로의 전작에 해당하는 《무덤의 기타로》(墓場鬼太郎) 시리즈의 단편을 발표하기 시작했다. 1961년 이이즈카 누노에(飯塚布枝)와 맞선으로 결혼하였다. 1963년 대본 만화 《악마군》을 출판, 1964년 《가로》(ガロ)로 상업 만화잡지에 데뷰하였다. 1965년 《테레비군》(テレビくん)으로 고단샤 아동만화상을 수상, 이후 대본 만화 시절에 그렸던 《게게게의 기타로》, 《갓파 산페이》 등이 주간 소년 매거진, 주간 소년 선데이에 각각 연재를 시작하는 등, 이후 요괴를 다루는 인기 만화가가 되었다. 1966년 《악마군》이 티비 드라마로 방송되며, 그의 대표 작품 《게게게의 기타로'는 1968년으로부터 현재까지 5회에 걸쳐 티비 애니메이션으로 제작되었다. 그 자신은 요괴 만화 뿐만 아니라 일본의 요괴문화를 연구하는 요괴연구가로서의 활동을 계속하였다. 2013년 《미즈키 시게루 만화대전집》이 간행되었다.
인기 작가가 된 그를 기리어, 그의 고향 돗토리현의 사카이미나토 시에는 그의 이름을 딴 거리가 조성되었다. 2003년 미즈키 시게루 기념관이 개관되며, 오랜 기간 동안의 만화 및 요괴 문화에의 공적이 인정되어 1991년 자수포장(紫綬褒章), 2003년 욱일소수장(旭日小綬章)을 수상, 2010년 일본의 문화공로자로 선출되었다. 2007년, 《のんのんばあとオレ》로 프랑스 앙그렘 국제만화축제에서 일본인 최초의 최우수작품상을 수상하는 등 국제적으로 많은 상을 수상하였다.
2015년 다발성 장기 부전으로 사망하였다. 향년 93세였다.

## 대표 작품

### 만화
- 《무덤의 기타로》(墓場鬼太郎, 1960–1964)
- 《갓파 산페이》( 河童の三平[*], 1961–1962)
- 《악마군》(悪魔くん, 1963–1964)
- 《테레비군》(テレビくん, 1965)
- 《게게게의 기타로》(ゲゲゲの鬼太郎, 1967-1969)
- 《극화 히틀러》 (劇画ヒットラー, 1971)
- 《신기한 수첩》 (不思議な手帖, 1973년) - 잡지 '코믹 미스터리'에 실린 단편. 공책에 이름이 적힌 이는 죽음을 당하는 내용이 있어, 데스노트의 내용과 우연히도 유사하나, 데스노트의 작자 오오바 츠구미는 이에 대해 신기한 수첩에서 영감을 받은 일은 없다고 밝혔다.[2][3]
- 《전원 옥쇄하라!》 (総員玉砕せよ! 聖ジョージ岬・哀歌, 1973)
- 《논논 할멈과 나》 (のんのんばあとオレ - 1977)
- 《코믹 쇼와사》 (コミック昭和史, 1988–1989)

등 다수

### 미즈키 시게루 관련 작품
- 게게게의 뇨보 (ゲゲゲの女房) - 2010년 전반기 NHK 연속 TV 소설 작품. 미즈키 시게루를 모델로 한 무라 시게루와 그의 아내 무라 누노에의 일생을 묘사